# Francesco Renzio
Francesco Renzio  , le cardinal d'Alife,    (né  à Alife en Campanie, Italie,  et mort à Rome le 27 septembre 1390) est un cardinal italien du XIVe siècle . Autre cardinal de la famille est Marino Bulcani (1384).

## Biographie
Renzio est  protonotaire apostolique.Le pape Urbain VI le crée cardinal lors du consistoire du 21 décembre 1381. Le cardinal Renzio est Camerlingue du Sacré Collège à partir de 1386. Il  participe  au conclave de 1389, lors duquel Boniface IX est élu.